# 大阪エコリフォーム普及促進地域協議会
大阪エコリフォーム普及促進地域協議会（おおさかエコリフォームふきゅうそくしんちいきひょうぎかい）は、大阪府下におけるエコリフォームの普及を目的とした団体。

## 概要
大阪における既存住宅・マンションの省エネルギー・CO2排出削減化の普及を目指としており、環境省の地球温暖化対策地域協議会に指定される。その後も、賛同するマスコミ関連企業や建築関連企業、NPO団体、ファイナンシャルプランナーが参加し、一般消費者や建築施工業者に対してエコリフォームの普及活動の基盤を作る。その後、全国地球温暖化防止活動推進センターが組織するエコリフォームコンソーシアムの大阪における指定地域協議会として任命され、一般消費者や建築施工業者向けの普及啓発のためのセミナー活動や広報活動をおこなっている。

## 沿革
- 2009年2月3日　近畿大学の岩前篤教授を代表顧問として発足
- 2009年5月8日　環境省から正式に「地球温暖化対策地域協議会」として指定される
- 2009年7月　全国地球温暖化防止活動推進センターの組織するエコリフォームコンソーシアムの大阪の地域協議会として指定される

## 事務局
- 所在地：〒530-0055 大阪市北区野崎町6-8　ノース梅田203